# Arrondissement Céret
Das Arrondissement Céret (französisch Arrondissement de Céret; katalanisch Districte de Ceret) ist eine Verwaltungseinheit des Départements Pyrénées-Orientales in der französischen Region Okzitanien. Unterpräfektur ist Céret.
Es besteht aus fünf Kantonen und 64 Gemeinden.

## Kantone
- Les Aspres (mit 19 von 22 Gemeinden)
- Le Canigou (mit 16 von 41 Gemeinden)
- La Côte Sableuse (mit 1 von 4 Gemeinden)
- La Plaine d’Illibéris (mit 8 von 9 Gemeinden)
- Vallespir-Albères

## Gemeinden
Die Gemeinden des Arrondissements Céret sind:
| 1. Alénya (66002)                   | 2. Amélie-les-Bains-Palalda (66003)          | 3. Argelès-sur-Mer (66008)            | 4. Arles-sur-Tech (66009)        |
| 5. Bages (66011)                    | 6. Banyuls-dels-Aspres (66015)               | 7. Banyuls-sur-Mer (66016)            | 8. Brouilla (66026)              |
| 9. Caixas (66029)                   | 10. Calmeilles (66032)                       | 11. Camélas (66033)                   | 12. Castelnou (66044)            |
| 13. Cerbère (66048)                 | 14. Céret (66049)                            | 15. Collioure (66053)                 | 16. Corneilla-del-Vercol (66059) |
| 17. Corsavy (66060)                 | 18. Coustouges (66061)                       | 19. Elne (66065)                      | 20. Fourques (66084)             |
| 21. L’Albère (66001)                | 22. La Bastide (66018)                       | 23. Lamanère (66091)                  | 24. Laroque-des-Albères (66093)  |
| 25. Latour-Bas-Elne (66094)         | 26. Le Boulou (66024)                        | 27. Le Perthus (66137)                | 28. Le Tech (66206)              |
| 29. Les Cluses (66063)              | 30. Llauro (66099)                           | 31. Maureillas-las-Illas (66106)      | 32. Montauriol (66112)           |
| 33. Montbolo (66113)                | 34. Montescot (66114)                        | 35. Montesquieu-des-Albères (66115)   | 36. Montferrer (66116)           |
| 37. Oms (66126)                     | 38. Ortaffa (66129)                          | 39. Palau-del-Vidre (66133)           | 40. Passa (66134)                |
| 41. Port-Vendres (66148)            | 42. Prats-de-Mollo-la-Preste (66150)         | 43. Reynès (66160)                    | 44. Saint-André (66168)          |
| 45. Saint-Cyprien (66171)           | 46. Sainte-Colombe-de-la-Commanderie (66170) | 47. Saint-Génis-des-Fontaines (66175) | 48. Saint-Jean-Lasseille (66177) |
| 49. Saint-Jean-Pla-de-Corts (66178) | 50. Saint-Laurent-de-Cerdans (66179)         | 51. Saint-Marsal (66183)              | 52. Serralongue (66194)          |
| 53. Sorède (66196)                  | 54. Taillet (66199)                          | 55. Taulis (66203)                    | 56. Terrats (66207)              |
| 57. Théza (66208)                   | 58. Thuir (66210)                            | 59. Tordères (66211)                  | 60. Tresserre (66214)            |
| 61. Trouillas (66217)               | 62. Villelongue-dels-Monts (66225)           | 63. Villemolaque (66226)              | 64. Vivès (66233)                |

## Neuordnung der Arrondissements 2017

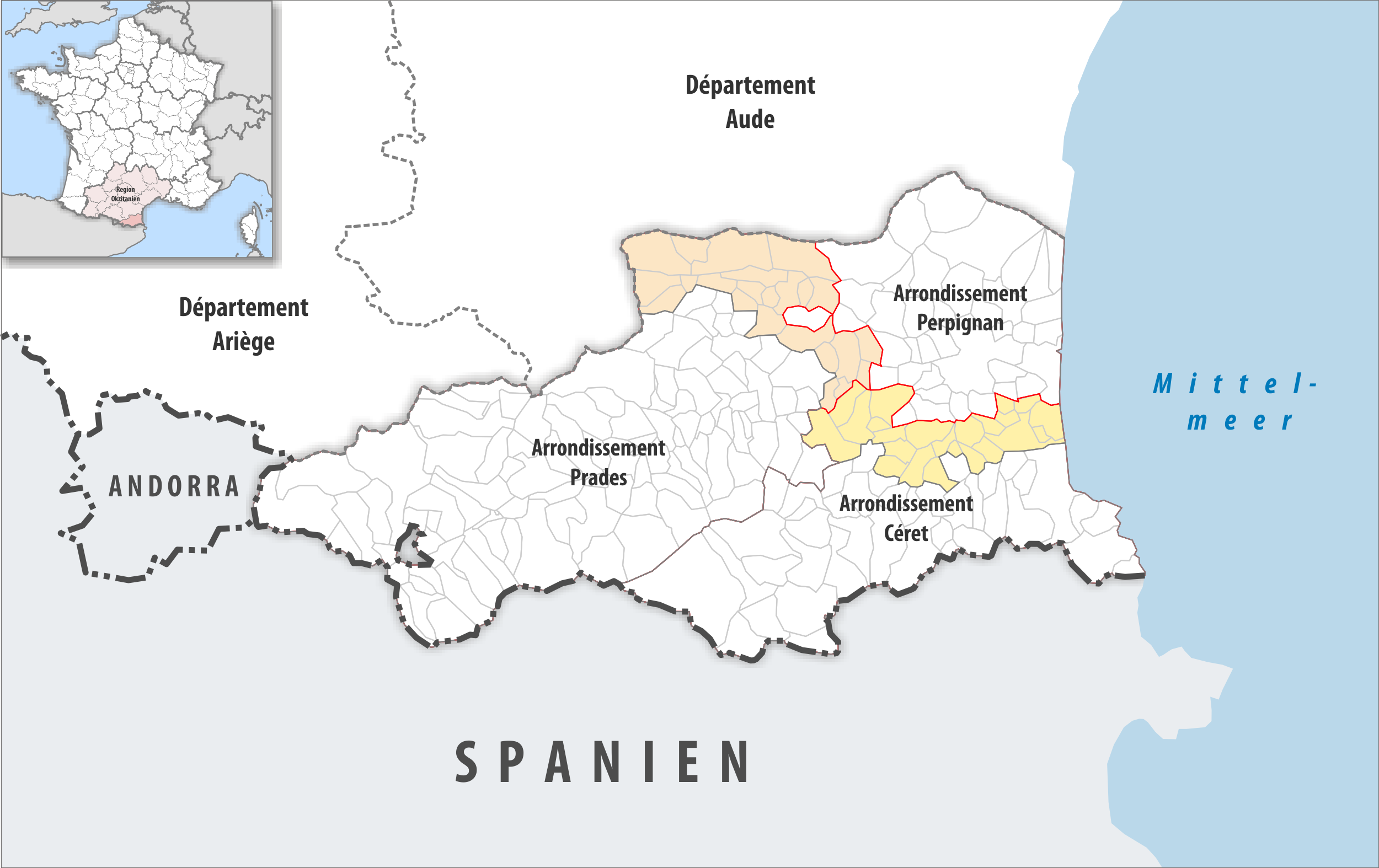
Arrondissementsanpassungen im Jahr 2017

Durch die Neuordnung der Arrondissements im Jahr 2017 wurde dem Arrondissement Céretaus die Fläche der 23 Gemeinden Alénya, Bages, Brouilla, Caixas, Camélas, Castelnou, Corneilla-del-Vercol, Elne, Fourques, Latour-Bas-Elne, Montescot, Ortaffa, Passa, Sainte-Colombe-de-la-Commanderie, Saint-Cyprien, Saint-Jean-Lasseille, Terrats, Théza, Thuir, Tordères, Tresserre, Trouillas und Villemolaque aus dem Arrondissement Perpignan zugewiesen.